# Liste de jeux Satellaview
Article principal : Satellaview
Liste des jeux vidéo Satellaview, sortis uniquement au Japon.
- BS 3ji no Wide Syou
- BS Albert Odyssey
- BS Arkanoid: Doh It Again
- BS Bdash Gatsu Gou (2 parties)
- BS Busters: Digital Magazine (4 parties)
- BS Cheap de Gorgeous
- BS Chrono Trigger Jet Bike Special
- BS Chrono Trigger: Character Library
- BS Chrono Trigger: Music Library
- BS Columbus no Tamagoyaki (3 parties)
- BS Cu on Pa
- BS Daibakusyou Jinseigekijyou
- BS Dan Dan Belt Conveyor Milk no Maki
- BS Dan Dan Belt Conveyor Ukulele no Maki
- BS Do-Re-Mi No.2 (2 parties)
- BS Dokapon Gaiden: Hono no Audition
- BS Dr. Mario
- BS Dragon Quest 1
- BS Dragon Slayer Eiyuu Densetsu
- BS Dynami Tracer!
- BS F-Zero 2: Grand Prix (ainsi que 5 parties supplémentaires : Ace, Castle, King, Knight, Queen)
- BS Fenek: June Edition
- BS Fire Emblem Akaneia Senki (4 parties : Palace Kanraku, Akai Ryu Kishi, Seigi no Tozokudan, Hajimari no Toki)
- BS Furoito No Chousenjou (6 parties)
- BS Gekkan Coin Toss Deck 1
- BS Goods Press (3 parties : épisodes 3, 6 et 7)
- BS Guruguru Ball
- BS Heisei Gunjin Shogi
- BS Hosi Kuzusi
- BS IkarinoYousai
- BS Kaizou Tyoujin Shubibinman Zero
- BS Kirby no Omotya Bako Baseball
- BS Kobo Kensyo Magazine
- BS Kodomo Tyosadan Mighty Pockets (3 parties)
- BS Koi ha Balance: Battle of Lovers
- BS Lets Pachinko Nante Gindama (4 parties)
- BS Lord Monarch
- BS Mario Collection 3
- BS Excitebike Bunbun Mario Stadium (4 parties)
- BS Mario Paint (2 parties)
- BS Mario USA (4 parties)
- BS Marvelous Camp Arnold Course (4 parties)
- BS Marvelous Time Athletic Course (4 parties)
- BS Nichibutsu 4 Player Mahjan (2 parties)
- BS Nichibutsu Mahjong
- BS Nintama Rantarou 2
- BS Nintendo HP (2 parties)
- BS NP Magazine 107
- BS Out of Bounds Golf
- BS Paneru De Pon 98
- BS Parlor Parlor 2
- BS Pokekame Magajin
- BS Radical Dreamers
- BS Same Game Koma Data
- BS Satella2 1
- BS Saterawalker 2: Sate Bou wo Sukuidase
- BS Shanghai Bannri no Tyojyo
- BS Shin Oni Gashima: Kataribe no Koya (4 parties)
- BS Sousa Sentai Wappers (2 parties)
- BS Special Tee Shot
- BS Spriggan Powered
- BS St.Giga 10 Gatsu Gou
- BS Super E.D.F.
- BS Super Famicom Wars
- BS Super Mahjong Taikai
- BS Super Ninja Kun
- BS Super Shogi Problem 1000
- BS Sutte Hakkun (3 parties)
- BS Sutte Hakkun 98
- BS Tantei Club Saihousou (3 parties)
- BS Tora no Maki (2 parties)
- BS Treasure Conflix
- BS Wai Wai Check
- BS Wapaaz Souryu Hen
- BS Wario
- BS Wild Guns
- BS Wizardry 5
- BS Yoshi No Panepon
- BS Yung Hakase no Shinsatsu Shitsu (2 parties)
- BS Zelda no Densetsu
- BS Zelda no Densetsu Kodai no Sekiban (4 parties)
- BS Zelda no Densetsu Kamigami no Triforce
- BS Zoot Mahjong
- BS Zootte Mahjong! IVT